# Major Lazer/Auszeichnungen für Musikverkäufe

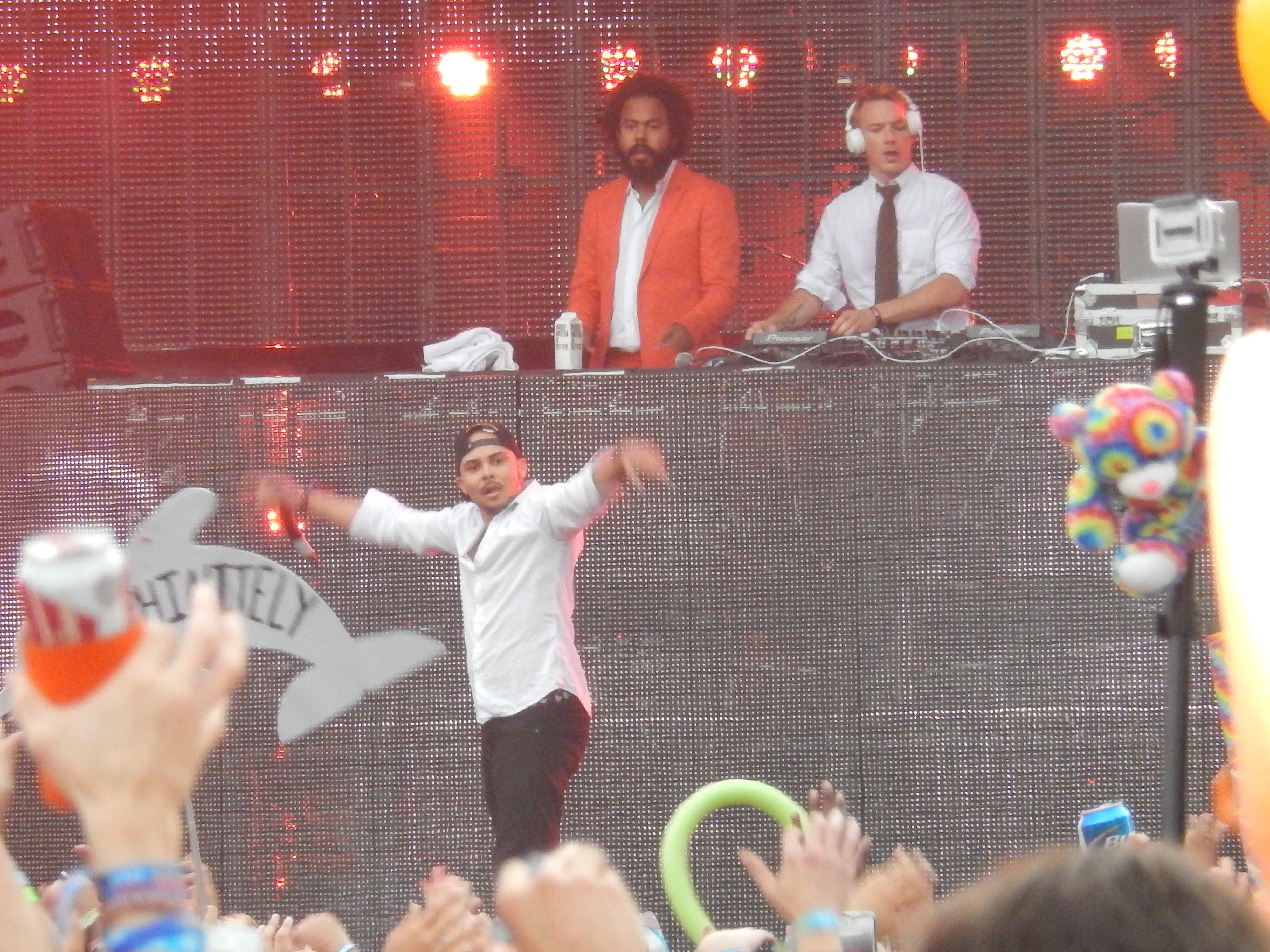
Major Lazer live beim Lollapalooza 2013

Dies ist eine Übersicht über die Auszeichnungen für Musikverkäufe des US-amerikanischen Dancehall- und Moombahton-Trios Major Lazer. Die Auszeichnungen finden sich nach ihrer Art (Gold, Platin usw.), nach Staaten getrennt in chronologischer Reihenfolge, geordnet sowie nach den Tonträgern selbst, ebenfalls in chronologischer Reihenfolge, getrennt nach Medium (Alben, Singles usw.), wieder.

## Auszeichnungen
| - Vereinigtes Königreich - 2019: für die Single Get Free - 2019: für die Single Let Me Live - 2021: für die Single Powerful - 2024: für das Lied Already - Australien - 2013: für die Single Get Free - 2016: für die Single Light It Up - 2019: für die Single Let Me Live - Belgien - 2012: für die Single Get Free - 2017: für die Single Know No Better - Brasilien - 2021: für die Single Trigger - 2024: für die Single Blow That Smoke - 2024: für die Single Miss You - 2024: für die Single Know No Better - Dänemark - 2014: für das Streaming Get Free - 2015: für die Single Powerful - 2017: für die Single Know No Better - 2019: für die Single Run Up - Deutschland - 2017: für die Single Run Up - Europa (Impala) - 2014: für das Album Free the Universe - 2016: für die Single Powerful - Frankreich - 2017: für die Single Believer - 2018: für die Single Boom - 2022: für das Lied Already - 2022: für die Single Titans - 2022: für das Lied C’est Cuit - 2025: für das Album Major Lazer Essentials - Italien - 2014: für die Single Watch Out for This (Bumaye) - 2022: für das Album Peace Is the Mission - Japan - 2017: für die Single Lean On (Digital) - 2025: für das Streaming Lean On - Kanada - 2021: für das Lied Already - Kolumbien - 2019: für die Single Que calor - Neuseeland - 2018: für das Album Free the Universe - 2020: für die Single Let Me Live - 2022: für das Album Know No Better - Norwegen - 2015: für das Album Peace Is the Mission - Österreich - 2016: für die Single Light It Up - Polen - 2021: für die Single Cold Water - 2021: für die Single Light It Up - Portugal - 2019: für die Single Lean On - 2022: für die Single Que calor - 2022: für die Single Rave de favela - Schweden - 2015: für das Album Peace Is the Mission - Schweiz - 2014: für die Single Watch Out for This (Bumaye) - 2020: für die Single Que calor - Spanien - 2014: für das Streaming Watch Out for This (Bumaye) - 2024: für die Single Watch Out for This (Bumaye) - 2024: für das Lied Buscando huellas - Vereinigte Staaten - 2014: für die Single Bubble Butt - 2016: für das Album Peace Is the Mission - 2019: für die Single Powerful - 2021: für die Single Que calor - 2021: für die Single Know No Better - 2022: für das Lied Already - Vereinigtes Königreich - 2021: für das Album Major Lazer Essentials - 2024: für das Album Peace Is the Mission | - Australien - 2017: für die Single Run Up - Belgien - 2015: für die Single Watch Out for This (Bumaye) - Brasilien - 2024: für die Single Make It Hot - 2024: für die Single Que calor - 2024: für die Single Light It Up - Dänemark - 2013: für das Streaming Watch Out for This (Bumaye) - 2017: für die Single Boom - Deutschland - 2016: für die Single Light It Up - 2017: für die Single Cold Water - Frankreich - 2016: für das Album Peace Is the Mission - 2017: für die Single Run Up - 2017: für die Single Know No Better - 2020: für die Single Watch Out for This (Bumaye) - Italien - 2016: für die Single Powerful - 2017: für die Single Run Up - 2017: für die Single Know No Better - 2020: für die Single Que calor - Kanada - 2024: für die Single Particula - Neuseeland - 2015: für die Single Powerful - 2017: für die Single Run Up - Niederlande - 2015: für die Single Lean On - 2017: für die Single Believer - Österreich - 2016: für die Single Lean On - 2017: für die Single Cold Water - Polen - 2016: für die Single Lean On - Portugal - 2019: für die Single Cold Water - 2019: für die Single Light It Up - Schweiz - 2016: für die Single Cold Water - Spanien - 2024: für die Single Know No Better - Vereinigtes Königreich - 2022: für die Single Know No Better - 2024: für die Single Run Up - Australien - 2016: für die Single Powerful - 2021: für die Single Know No Better - Belgien - 2016: für die Single Light It Up - 2017: für die Single Cold Water - Brasilien - 2024: für die Single Sua cara - Dänemark - 2018: für das Album Peace Is the Mission - Deutschland - 2017: für die Single Lean On - Europa (Impala) - 2016: für die Single Lean On - Kanada - 2015: für die Single Lean On - Neuseeland - 2020: für das Album Peace Is the Mission - 2022: für die Single Get Free - 2023: für die Single Know No Better - Portugal - 2022: für die Single Sua cara - Schweiz - 2015: für die Single Lean On - Spanien - 2016: für die Single Cold Water - 2024: für die Single Que calor - Vereinigte Staaten - 2021: für die Single Light It Up | - Belgien - 2016: für die Single Lean On - Brasilien - 2024: für die Single Cold Water - 2024: für die Single Lean On - Dänemark - 2025: für die Single Light It Up - Kanada - 2016: für die Single Cold Water - Neuseeland - 2022: für die Single Light It Up - Norwegen - 2015: für die Single Lean On - Spanien - 2016: für die Single Light It Up - Vereinigtes Königreich - 2021: für die Single Cold Water - 2024: für die Single Light It Up - Dänemark - 2016: für die Single Lean On - 2025: für die Single Cold Water - Norwegen - 2020: für die Single Cold Water - Vereinigte Staaten - 2018: für die Single Cold Water - Vereinigtes Königreich - 2022: für die Single Lean On - Italien - 2017: für die Single Light It Up - 2018: für die Single Cold Water - Neuseeland - 2023: für die Single Cold Water - Spanien - 2016: für die Single Lean On - Neuseeland - 2023: für die Single Lean On - Schweden - 2015: für die Single Lean On - Australien - 2018: für die Single Cold Water - Italien - 2017: für die Single Lean On - Australien - 2021: für die Single Lean On - Frankreich - 2017: für die Single Cold Water - 2020: für die Single Lean On - 2020: für die Single Light It Up - 2021: für die Single Que calor - Vereinigte Staaten - 2021: für die Single Lean On |

## Auszeichnungen nach Alben

### Free the Universe
| Land/Region       | Auszeichnungen für Musikverkäufe (Land/Region, Auszeichnung, Verkäufe) | Verkäufe |
| ----------------- | ---------------------------------------------------------------------- | -------- |
| Europa (Impala)   | Gold                                                                   | 75.000   |
| Neuseeland (RMNZ) | Gold                                                                   | 7.500    |
| Insgesamt         | 2× Gold ·                                                              | 82.500   |

### Peace is the Mission
| Land/Region                  | Auszeichnungen für Musikverkäufe (Land/Region, Auszeichnung, Verkäufe) | Verkäufe |
| ---------------------------- | ---------------------------------------------------------------------- | -------- |
| Dänemark (IFPI)              | 2× Platin                                                              | 40.000   |
| Frankreich (SNEP)            | Platin                                                                 | 100.000  |
| Italien (FIMI)               | Gold                                                                   | 25.000   |
| Neuseeland (RMNZ)            | 2× Platin                                                              | 30.000   |
| Norwegen (IFPI)              | Gold                                                                   | 15.000   |
| Schweden (IFPI)              | Gold                                                                   | 20.000   |
| Vereinigte Staaten (RIAA)    | Gold                                                                   | 500.000  |
| Vereinigtes Königreich (BPI) | Gold                                                                   | 100.000  |
| Insgesamt                    | 5× Gold · 5× Platin ·                                                  | 830.000  |

### Know No Better
| Land/Region       | Auszeichnungen für Musikverkäufe (Land/Region, Auszeichnung, Verkäufe) | Verkäufe |
| ----------------- | ---------------------------------------------------------------------- | -------- |
| Neuseeland (RMNZ) | Gold                                                                   | 7.500    |
| Insgesamt         | 1× Gold ·                                                              | 7.500    |

### Major Lazer Essentials
| Land/Region                  | Auszeichnungen für Musikverkäufe (Land/Region, Auszeichnung, Verkäufe) | Verkäufe |
| ---------------------------- | ---------------------------------------------------------------------- | -------- |
| Frankreich (SNEP)            | Gold                                                                   | 50.000   |
| Vereinigtes Königreich (BPI) | Gold                                                                   | 100.000  |
| Insgesamt                    | 2× Gold ·                                                              | 150.000  |

## Auszeichnungen nach Singles

### Get Free
| Land/Region                  | Auszeichnungen für Musikverkäufe (Land/Region, Auszeichnung, Verkäufe) | Verkäufe |
| ---------------------------- | ---------------------------------------------------------------------- | -------- |
| Australien (ARIA)            | Gold                                                                   | 35.000   |
| Belgien (BRMA)               | Gold                                                                   | 15.000   |
| Neuseeland (RMNZ)            | 2× Platin                                                              | 60.000   |
| Vereinigtes Königreich (BPI) | Silber                                                                 | 200.000  |
| Insgesamt                    | 1× Silber · 2× Gold · 2× Platin ·                                      | 310.000  |

### Watch Out for This (Bumaye)
| Land/Region          | Auszeichnungen für Musikverkäufe (Land/Region, Auszeichnung, Verkäufe) | Verkäufe |
| -------------------- | ---------------------------------------------------------------------- | -------- |
| Belgien (BRMA)       | Platin                                                                 | 30.000   |
| Frankreich (SNEP)    | Platin                                                                 | 200.000  |
| Italien (FIMI)       | Gold                                                                   | 15.000   |
| Schweiz (IFPI)       | Gold                                                                   | 15.000   |
| Spanien (Promusicae) | Gold                                                                   | 30.000   |
| Insgesamt            | 3× Gold · 2× Platin ·                                                  | 290.000  |

### Bubble Butt
| Land/Region               | Auszeichnungen für Musikverkäufe (Land/Region, Auszeichnung, Verkäufe) | Verkäufe |
| ------------------------- | ---------------------------------------------------------------------- | -------- |
| Vereinigte Staaten (RIAA) | Gold                                                                   | 500.000  |
| Insgesamt                 | 1× Gold ·                                                              | 500.000  |

### Come On To Me
| Land/Region       | Auszeichnungen für Musikverkäufe (Land/Region, Auszeichnung, Verkäufe) | Verkäufe |
| ----------------- | ---------------------------------------------------------------------- | -------- |
| Frankreich (SNEP) | —                                                                      | 30.300   |
| Insgesamt         | —                                                                      | 30.300   |

### Lean On
| Land/Region                  | Auszeichnungen für Musikverkäufe (Land/Region, Auszeichnung, Verkäufe) | Verkäufe   |
| ---------------------------- | ---------------------------------------------------------------------- | ---------- |
| Australien (ARIA)            | 10× Platin                                                             | 700.000    |
| Belgien (BRMA)               | 3× Platin                                                              | 90.000     |
| Brasilien (PMB)              | 3× Platin                                                              | 180.000    |
| Dänemark (IFPI)              | 4× Platin                                                              | 240.000    |
| Deutschland (BVMI)           | 2× Platin                                                              | 800.000    |
| Europa (Impala)              | 2× Platin                                                              | (800.000)  |
| Frankreich (SNEP)            | Diamant                                                                | 645.000    |
| Italien (FIMI)               | 7× Platin                                                              | 350.000    |
| Japan (RIAJ)                 | Gold                                                                   | 100.000    |
| Kanada (MC)                  | 2× Platin                                                              | 301.000    |
| Neuseeland (RMNZ)            | 6× Platin                                                              | 180.000    |
| Niederlande (NVPI)           | Platin                                                                 | 30.000     |
| Norwegen (IFPI)              | 3× Platin                                                              | 120.000    |
| Österreich (IFPI)            | Platin                                                                 | 30.000     |
| Polen (ZPAV)                 | Platin                                                                 | 20.000     |
| Portugal (AFP)               | Gold                                                                   | 5.000      |
| Schweden (IFPI)              | 6× Platin                                                              | 240.000    |
| Schweiz (IFPI)               | 2× Platin                                                              | 60.000     |
| Spanien (Promusicae)         | 5× Platin                                                              | 200.000    |
| Vereinigte Staaten (RIAA)    | Diamant                                                                | 10.000.000 |
| Vereinigtes Königreich (BPI) | 4× Platin                                                              | 2.400.000  |
| Insgesamt                    | 2× Gold · 62× Platin · 2× Diamant ·                                    | 16.691.000 |

### Powerful
| Land/Region                  | Auszeichnungen für Musikverkäufe (Land/Region, Auszeichnung, Verkäufe) | Verkäufe |
| ---------------------------- | ---------------------------------------------------------------------- | -------- |
| Australien (ARIA)            | 2× Platin                                                              | 140.000  |
| Dänemark (IFPI)              | Gold                                                                   | 30.000   |
| Europa (Impala)              | Gold                                                                   | (75.000) |
| Italien (FIMI)               | Platin                                                                 | 50.000   |
| Neuseeland (RMNZ)            | Platin                                                                 | 15.000   |
| Vereinigte Staaten (RIAA)    | Gold                                                                   | 500.000  |
| Vereinigtes Königreich (BPI) | Silber                                                                 | 200.000  |
| Insgesamt                    | 1× Silber · 3× Gold · 4× Platin ·                                      | 935.000  |

### Light It Up
| Land/Region                  | Auszeichnungen für Musikverkäufe (Land/Region, Auszeichnung, Verkäufe) | Verkäufe  |
| ---------------------------- | ---------------------------------------------------------------------- | --------- |
| Australien (ARIA)            | Gold                                                                   | 35.000    |
| Belgien (BRMA)               | 2× Platin                                                              | 60.000    |
| Brasilien (PMB)              | Platin                                                                 | 60.000    |
| Dänemark (IFPI)              | 3× Platin                                                              | 270.000   |
| Deutschland (BVMI)           | Platin                                                                 | 400.000   |
| Frankreich (SNEP)            | Diamant                                                                | 333.333   |
| Italien (FIMI)               | 5× Platin                                                              | 250.000   |
| Neuseeland (RMNZ)            | 3× Platin                                                              | 90.000    |
| Österreich (IFPI)            | Gold                                                                   | 15.000    |
| Polen (ZPAV)                 | Gold                                                                   | 25.000    |
| Portugal (AFP)               | Platin                                                                 | 10.000    |
| Spanien (Promusicae)         | 3× Platin                                                              | 120.000   |
| Vereinigte Staaten (RIAA)    | 2× Platin                                                              | 2.000.000 |
| Vereinigtes Königreich (BPI) | 3× Platin                                                              | 1.800.000 |
| Insgesamt                    | 3× Gold · 24× Platin · 1× Diamant ·                                    | 5.468.333 |

### Boom
| Land/Region       | Auszeichnungen für Musikverkäufe (Land/Region, Auszeichnung, Verkäufe) | Verkäufe |
| ----------------- | ---------------------------------------------------------------------- | -------- |
| Dänemark (IFPI)   | Platin                                                                 | 90.000   |
| Frankreich (SNEP) | Gold                                                                   | 100.000  |
| Insgesamt         | 1× Gold · 1× Platin ·                                                  | 190.000  |

### Cold Water
| Land/Region                  | Auszeichnungen für Musikverkäufe (Land/Region, Auszeichnung, Verkäufe) | Verkäufe  |
| ---------------------------- | ---------------------------------------------------------------------- | --------- |
| Australien (ARIA)            | 7× Platin                                                              | 490.000   |
| Belgien (BRMA)               | 2× Platin                                                              | 60.000    |
| Brasilien (PMB)              | 3× Platin                                                              | 180.000   |
| Dänemark (IFPI)              | 4× Platin                                                              | 360.000   |
| Deutschland (BVMI)           | Platin                                                                 | 400.000   |
| Frankreich (SNEP)            | Diamant                                                                | 233.333   |
| Italien (FIMI)               | 5× Platin                                                              | 250.000   |
| Kanada (MC)                  | 3× Platin                                                              | 240.000   |
| Neuseeland (RMNZ)            | 5× Platin                                                              | 150.000   |
| Norwegen (IFPI)              | 4× Platin                                                              | 240.000   |
| Österreich (IFPI)            | Platin                                                                 | 30.000    |
| Polen (ZPAV)                 | Gold                                                                   | 25.000    |
| Portugal (AFP)               | Platin                                                                 | 10.000    |
| Schweiz (IFPI)               | Platin                                                                 | 30.000    |
| Spanien (Promusicae)         | 2× Platin                                                              | 80.000    |
| Vereinigte Staaten (RIAA)    | 4× Platin                                                              | 4.000.000 |
| Vereinigtes Königreich (BPI) | 3× Platin                                                              | 1.800.000 |
| Insgesamt                    | 1× Gold · 46× Platin · 1× Diamant ·                                    | 8.578.333 |

### Believer
| Land/Region        | Auszeichnungen für Musikverkäufe (Land/Region, Auszeichnung, Verkäufe) | Verkäufe |
| ------------------ | ---------------------------------------------------------------------- | -------- |
| Niederlande (NVPI) | Platin                                                                 | 40.000   |
| Frankreich (SNEP)  | Gold                                                                   | 66.666   |
| Insgesamt          | 1× Gold · 1× Platin ·                                                  | 106.666  |

### Run Up
| Land/Region                  | Auszeichnungen für Musikverkäufe (Land/Region, Auszeichnung, Verkäufe) | Verkäufe  |
| ---------------------------- | ---------------------------------------------------------------------- | --------- |
| Australien (ARIA)            | Platin                                                                 | 70.000    |
| Dänemark (IFPI)              | Gold                                                                   | 45.000    |
| Deutschland (BVMI)           | Gold                                                                   | 200.000   |
| Frankreich (SNEP)            | Platin                                                                 | 133.333   |
| Italien (FIMI)               | Platin                                                                 | 50.000    |
| Neuseeland (RMNZ)            | Platin                                                                 | 30.000    |
| Vereinigtes Königreich (BPI) | Platin                                                                 | 600.000   |
| Insgesamt                    | 2× Gold · 5× Platin ·                                                  | 1.128.333 |

### Know No Better
| Land/Region                  | Auszeichnungen für Musikverkäufe (Land/Region, Auszeichnung, Verkäufe) | Verkäufe  |
| ---------------------------- | ---------------------------------------------------------------------- | --------- |
| Australien (ARIA)            | 2× Platin                                                              | 140.000   |
| Belgien (BRMA)               | Gold                                                                   | 15.000    |
| Brasilien (PMB)              | Gold                                                                   | 20.000    |
| Dänemark (IFPI)              | Gold                                                                   | 30.000    |
| Frankreich (SNEP)            | Platin                                                                 | 133.333   |
| Italien (FIMI)               | Platin                                                                 | 50.000    |
| Neuseeland (RMNZ)            | 2× Platin                                                              | 60.000    |
| Spanien (Promusicae)         | Platin                                                                 | 60.000    |
| Vereinigte Staaten (RIAA)    | Gold                                                                   | 500.000   |
| Vereinigtes Königreich (BPI) | Platin                                                                 | 600.000   |
| Insgesamt                    | 4× Gold · 8× Platin ·                                                  | 1.608.333 |

### Sua cara
| Land/Region     | Auszeichnungen für Musikverkäufe (Land/Region, Auszeichnung, Verkäufe) | Verkäufe |
| --------------- | ---------------------------------------------------------------------- | -------- |
| Brasilien (PMB) | 2× Platin                                                              | 80.000   |
| Portugal (AFP)  | 2× Platin                                                              | 20.000   |
| Insgesamt       | 4× Platin ·                                                            | 100.000  |

### Particula
| Land/Region | Auszeichnungen für Musikverkäufe (Land/Region, Auszeichnung, Verkäufe) | Verkäufe |
| ----------- | ---------------------------------------------------------------------- | -------- |
| Kanada (MC) | Platin                                                                 | 80.000   |
| Insgesamt   | 1× Platin ·                                                            | 80.000   |

### Miss You
| Land/Region     | Auszeichnungen für Musikverkäufe (Land/Region, Auszeichnung, Verkäufe) | Verkäufe |
| --------------- | ---------------------------------------------------------------------- | -------- |
| Brasilien (PMB) | Gold                                                                   | 20.000   |
| Insgesamt       | 1× Gold ·                                                              | 20.000   |

### Let Me Live
| Land/Region                  | Auszeichnungen für Musikverkäufe (Land/Region, Auszeichnung, Verkäufe) | Verkäufe |
| ---------------------------- | ---------------------------------------------------------------------- | -------- |
| Australien (ARIA)            | Gold                                                                   | 35.000   |
| Neuseeland (RMNZ)            | Gold                                                                   | 15.000   |
| Vereinigtes Königreich (BPI) | Silber                                                                 | 200.000  |
| Insgesamt                    | 1× Silber · 2× Gold ·                                                  | 250.000  |

### Blow That Smoke
| Land/Region     | Auszeichnungen für Musikverkäufe (Land/Region, Auszeichnung, Verkäufe) | Verkäufe |
| --------------- | ---------------------------------------------------------------------- | -------- |
| Brasilien (PMB) | Gold                                                                   | 20.000   |
| Insgesamt       | 1× Gold ·                                                              | 20.000   |

### Make It Hot
| Land/Region     | Auszeichnungen für Musikverkäufe (Land/Region, Auszeichnung, Verkäufe) | Verkäufe |
| --------------- | ---------------------------------------------------------------------- | -------- |
| Brasilien (PMB) | Platin                                                                 | 40.000   |
| Insgesamt       | 1× Platin ·                                                            | 40.000   |

### Que calor
| Land/Region               | Auszeichnungen für Musikverkäufe (Land/Region, Auszeichnung, Verkäufe) | Verkäufe  |
| ------------------------- | ---------------------------------------------------------------------- | --------- |
| Brasilien (PMB)           | Platin                                                                 | 40.000    |
| Frankreich (SNEP)         | Diamant                                                                | 333.333   |
| Italien (FIMI)            | Platin                                                                 | 70.000    |
| Kolumbien (ASINCOL)       | Gold                                                                   | 5.000     |
| Portugal (AFP)            | Gold                                                                   | 5.000     |
| Schweiz (IFPI)            | Gold                                                                   | 10.000    |
| Spanien (Promusicae)      | 2× Platin                                                              | 120.000   |
| Vereinigte Staaten (RIAA) | Gold                                                                   | 500.000   |
| Insgesamt                 | 4× Gold · 4× Platin · 1× Diamant ·                                     | 1.083.333 |

### Trigger
| Land/Region     | Auszeichnungen für Musikverkäufe (Land/Region, Auszeichnung, Verkäufe) | Verkäufe |
| --------------- | ---------------------------------------------------------------------- | -------- |
| Brasilien (PMB) | Gold                                                                   | 20.000   |
| Insgesamt       | 1× Gold ·                                                              | 20.000   |

### Rave de Favela
| Land/Region    | Auszeichnungen für Musikverkäufe (Land/Region, Auszeichnung, Verkäufe) | Verkäufe |
| -------------- | ---------------------------------------------------------------------- | -------- |
| Portugal (AFP) | Gold                                                                   | 5.000    |
| Insgesamt      | 1× Gold ·                                                              | 5.000    |

### Titans
| Land/Region       | Auszeichnungen für Musikverkäufe (Land/Region, Auszeichnung, Verkäufe) | Verkäufe |
| ----------------- | ---------------------------------------------------------------------- | -------- |
| Frankreich (SNEP) | Gold                                                                   | 100.000  |
| Insgesamt         | 1× Gold ·                                                              | 100.000  |

## Auszeichnungen nach Liedern

### Buscando huellas
| Land/Region          | Auszeichnungen für Musikverkäufe (Land/Region, Auszeichnung, Verkäufe) | Verkäufe |
| -------------------- | ---------------------------------------------------------------------- | -------- |
| Spanien (Promusicae) | Gold                                                                   | 30.000   |
| Insgesamt            | 1× Gold ·                                                              | 30.000   |

### Already
| Land/Region                  | Auszeichnungen für Musikverkäufe (Land/Region, Auszeichnung, Verkäufe) | Verkäufe |
| ---------------------------- | ---------------------------------------------------------------------- | -------- |
| Frankreich (SNEP)            | Gold                                                                   | 100.000  |
| Kanada (MC)                  | Gold                                                                   | 40.000   |
| Vereinigte Staaten (RIAA)    | Gold                                                                   | 500.000  |
| Vereinigtes Königreich (BPI) | Silber                                                                 | 200.000  |
| Insgesamt                    | 1× Silber · 3× Gold ·                                                  | 840.000  |

### C’est Cuit
| Land/Region       | Auszeichnungen für Musikverkäufe (Land/Region, Auszeichnung, Verkäufe) | Verkäufe |
| ----------------- | ---------------------------------------------------------------------- | -------- |
| Frankreich (SNEP) | Gold                                                                   | 100.000  |
| Insgesamt         | 1× Gold ·                                                              | 100.000  |

## Auszeichnungen nach Musikstreamings

### Get Free
| Land/Region     | Auszeichnungen für Musikverkäufe (Land/Region, Auszeichnung, Verkäufe) | Verkäufe  |
| --------------- | ---------------------------------------------------------------------- | --------- |
| Dänemark (IFPI) | Gold                                                                   | 1.300.000 |
| Insgesamt       | 1× Gold ·                                                              | 1.300.000 |

### Watch Out for This (Bumaye)
| Land/Region          | Auszeichnungen für Musikverkäufe (Land/Region, Auszeichnung, Verkäufe) | Verkäufe  |
| -------------------- | ---------------------------------------------------------------------- | --------- |
| Dänemark (IFPI)      | Platin                                                                 | 1.800.000 |
| Spanien (Promusicae) | Gold                                                                   | 4.000.000 |
| Insgesamt            | 1× Gold · 1× Platin ·                                                  | 5.800.000 |

### Lean On
| Land/Region  | Auszeichnungen für Musikverkäufe (Land/Region, Auszeichnung, Verkäufe) | Verkäufe   |
| ------------ | ---------------------------------------------------------------------- | ---------- |
| Japan (RIAJ) | Gold                                                                   | 50.000.000 |
| Insgesamt    | 1× Gold ·                                                              | 50.000.000 |

## Statistik und Quellen
| Land/RegionAuszeichnungen für Musikverkäufe (Land/Region, Auszeichnungen, Verkäufe, Quellen) | Silber     | Gold       | Platin         | Diamant     | Verkäufe   | Quellen                 |
| -------------------------------------------------------------------------------------------- | ---------- | ---------- | -------------- | ----------- | ---------- | ----------------------- |
| Australien (ARIA)                                                                            | —          | 3× Gold3   | 22× Platin22   | —           | 1.645.000  | aria.com.au             |
| Belgien (BRMA)                                                                               | —          | 2× Gold2   | 8× Platin8     | —           | 270.000    | ultratop.be             |
| Brasilien (PMB)                                                                              | —          | 4× Gold4   | 11× Platin11   | —           | 660.000    | pro-musicabr.org.br     |
| Dänemark (IFPI)                                                                              | —          | 4× Gold4   | 15× Platin15   | —           | 1.105.000  | ifpi.dk                 |
| Deutschland (BVMI)                                                                           | —          | Gold1      | 4× Platin4     | —           | 1.800.000  | musikindustrie.de       |
| Europa (Impala)                                                                              | —          | 2× Gold2   | 2× Platin2     | —           | (950.000)  | Einzelnachweise         |
| Frankreich (SNEP)                                                                            | —          | 6× Gold6   | 4× Platin4     | 4× Diamant4 | 2.658.631  | snepmusique.com         |
| Italien (FIMI)                                                                               | —          | 2× Gold2   | 21× Platin21   | —           | 1.110.000  | fimi.it                 |
| Japan (RIAJ)                                                                                 | —          | 2× Gold2   | —              | —           | 100.000    | riaj.or.jp              |
| Kanada (MC)                                                                                  | —          | Gold1      | 6× Platin6     | —           | 661.000    | musiccanada.com         |
| Kolumbien (ASINCOL)                                                                          | —          | Gold1      | —              | —           | 5.000      | Einzelnachweise         |
| Neuseeland (RMNZ)                                                                            | —          | 3× Gold3   | 22× Platin22   | —           | 645.000    | radioscope.co.nz NZ2    |
| Niederlande (NVPI)                                                                           | —          | —          | 2× Platin2     | —           | 70.000     | nvpi.nl                 |
| Norwegen (IFPI)                                                                              | —          | Gold1      | 7× Platin7     | —           | 375.000    | ifpi.no                 |
| Österreich (IFPI)                                                                            | —          | Gold1      | 2× Platin2     | —           | 75.000     | ifpi.at                 |
| Polen (ZPAV)                                                                                 | —          | 2× Gold2   | Platin1        | —           | 70.000     | olis.pl                 |
| Portugal (AFP)                                                                               | —          | 3× Gold3   | 4× Platin4     | —           | 55.000     | Einzelnachweise         |
| Schweden (IFPI)                                                                              | —          | Gold1      | 6× Platin6     | —           | 260.000    | sverigetopplistan.se    |
| Schweiz (IFPI)                                                                               | —          | 2× Gold2   | 3× Platin3     | —           | 115.000    | hitparade.ch            |
| Spanien (Promusicae)                                                                         | —          | 3× Gold3   | 13× Platin13   | —           | 660.000    | elportaldemusica.es ES2 |
| Vereinigte Staaten (RIAA)                                                                    | —          | 6× Gold6   | 6× Platin6     | Diamant1    | 19.000.000 | riaa.com                |
| Vereinigtes Königreich (BPI)                                                                 | 4× Silber4 | 2× Gold2   | 12× Platin12   | —           | 8.200.000  | bpi.co.uk               |
| Insgesamt                                                                                    | 4× Silber4 | 52× Gold52 | 171× Platin171 | 5× Diamant5 |            |                         |